# Лазаць (Локварський)
45°22′ пн. ш. 14°44′ сх. д. / 45.37° пн. ш. 14.73° сх. д.
Лазаць (хорв. Lazac Lokvarski) — населений пункт у Хорватії, у Приморсько-Горанській жупанії у складі громади Локве.

## Населення
Населення за даними перепису 2011 року становило 18 осіб.
Динаміка чисельності населення поселення:

## Клімат
Середня річна температура становить 7,16 °C, середня максимальна – 20,03 °C, а середня мінімальна – -6,38 °C. Середня річна кількість опадів – 1533 мм.
| Клімат поселення                              | Клімат поселення | Клімат поселення | Клімат поселення | Клімат поселення | Клімат поселення | Клімат поселення | Клімат поселення | Клімат поселення | Клімат поселення | Клімат поселення | Клімат поселення | Клімат поселення | Клімат поселення |
| Показник                                      | Січ.             | Лют.             | Бер.             | Квіт.            | Трав.            | Черв.            | Лип.             | Серп.            | Вер.             | Жовт.            | Лист.            | Груд.            |                  |
| Середній максимум, °C                         | 3,88             | 4,41             | 6,95             | 10,73            | 15,56            | 19,32            | 20,03            | 19,79            | 16,11            | 12,00            | 6,93             | 3,11             |                  |
| Середня температура, °C                       | −1,26            | −0,71            | 1,82             | 5,60             | 10,42            | 14,19            | 16,34            | 16,09            | 12,42            | 8,31             | 3,24             | −0,59            |                  |
| Середній мінімум, °C                          | −6,38            | −5,85            | −3,3             | 0,46             | 5,28             | 9,06             | 12,65            | 12,41            | 8,72             | 4,62             | −0,45            | −4,29            |                  |
| Норма опадів, мм                              | 98               | 97               | 117              | 130              | 114              | 137              | 100              | 118              | 138              | 168              | 180              | 136              |                  |
| Середньомісячна швидкість вітру, м/с          | 2.99             | 3.16             | 3.26             | 3.03             | 2.82             | 2.67             | 2.52             | 2.60             | 2.65             | 2.94             | 3.18             | 3.22             |                  |
| Середньомісячна сонячна радіація, кДж/м²·день | 4296             | 7109             | 10264            | 14563            | 18662            | 20070            | 21556            | 18205            | 13495            | 8829             | 4639             | 3577             |                  |
| --------------------------------------------- | ---------------- | ---------------- | ---------------- | ---------------- | ---------------- | ---------------- | ---------------- | ---------------- | ---------------- | ---------------- | ---------------- | ---------------- | ---------------- |
| Джерело:                                      |                  |                  |                  |                  |                  |                  |                  |                  |                  |                  |                  |                  |                  |